# Мануил II Великий Комнин
Мануи́л II Вели́кий Комни́н (ср.-греч. Μανουήλ Β΄ Μέγας Κομνηνός; 1323/24, Трапезунд — 13/21 февраля 1333, там же) — трапезундский император из династии Великих Комнинов, царствовавший в детские годы в течение 8 месяцев, с января по сентябрь 1332 года. Унаследовал престол после ранней смерти своего отца Андроника III и практически сразу оказался свергнут его братом Василием, а после казнён во время нового мятежа со стороны евнуха Иоанна.

## Биография
Мануил родился в 1323 или 1324 году в Трапезунде. Он был незаконнорождённым сыном императора Андроника III. По предположению историка Р. М. Шукурова, своё имя Мануил получил в честь сына своего дальнего родственника, императора Византии Андроника I Комнина. 8 января 1332 трапезундский император Андроник III скончался, и будучи его единственным сыном Мануил был провозглашён властителем империи. На тот момент мальчику исполнилось только 8 лет.
Вскоре после начала его правления правитель соседнего бейлика Хаджимирогуллары Байрам-бей осуществил налёт на территорию империи, намереваясь захватить земли империи, пока ей управлял ребёнок. Туркоманам удалось проникнуть вглубь территории противника, однако в сражении с ними 30 августа в Мацуке (одна из банд Трапезунда) трапезундским войскам удалось одержать решительную победу и отбросить противника обратно. На тот момент престол остался за Мануилом.
Однако последствия правления отца Мануила, императора Андроника, дали о себе знать. Народ империи на тот момент оказался разделён на несколько враждующих кланов. Успех в борьбе с туркоманами не упрочил положение молодого императора, которое оставалось весьма шатким. В столице дислоцировалась провизантийская группировка (Схоларии), которая обратилась к брату почившего императора Василию с просьбой вернуться из столицы империи Константинополя и взять правление государством в свои руки. В сентябре того же года Василий сверг Мануила при поддержке Палеологов и Схолариев. Наиболее влиятельных сторонников императора казнили. Российский византинист С. П. Карпов отмечает, что внешних причин для свержения не было. Это привело к дополнительным репрессиям против негреческой знати. Согласно трапезундскому хронисту Михаилу Панарету, свержение произошло 22 сентября.
Василий направил племянника под стражу. Здесь он находился до февраля 1333 года, когда малолетнего бывшего императора казнили в Трапезунде. Согласно работе «Византийский словарь» и греческому историку Пенеполе Воугиоуклаки, это сделали по приказу императора Василия во время восстания евнуха Иоанна. Согласно Михаилу Панарету, это произошло 13 числа, в то время как генеаолог К. Джексон-Уильямс датировал кончину 21 числом со ссылкой на греческого историка Лампидиса. Причина бунта остаётся неясной, хотя С. Карпов не исключил вероятности, что хронист просто попытался скрыть нелицеприятные детали правления, которые могли бы привести к восстанию. Мануила зарезали мечом.